# Felipe Gutiérrez
Felipe Alejandro Gutiérrez Leiva (Quintero, 1990. október 8. –) chilei válogatott labdarúgó, jelenleg a Sporting Kansas City játékosa. Posztját tekintve középpályás.

## Sikerei, díjai
Universidad Católica
- Chilei bajnok (1): 2010
- Chilei kupagyőztes (1): 2011

Chile
- Copa América (1): 2015

## Külső hivatkozások
- Felipe Gutiérrez a national-football-teams.com honlapján